# Pierre Le Breton
Pour les articles homonymes, voir Le Breton.
Pierre ou Pierre-Marc Le Breton, né le 25 avril 1805 à Pléven dans les Côtes-du-Nord (aujourd'hui Côtes-d'Armor), et mort le 21 mai 1886 au Puy-en-Velay, est un évêque français de la seconde moitié du XIXe siècle, évêque du Puy pendant dix-huit ans, de 1868 à 1886. Il est un des Pères du concile Vatican I.

## Biographie
Ordonné prêtre à vingt-trois ans le 20 septembre 1828, Pierre Le Breton devient chanoine titulaire de la cathédrale Saint-Étienne et vicaire général du diocèse de Saint-Brieuc. Au concile provincial de Rennes, il est député du chapitre cathédral. Il est aussi official, théologal, examinateur synodal. 
Pierre Le Breton est choisi en 1863 pour occuper le siège épiscopal du Puy, par décret du 10 mai, ratifié le 28 septembre par Rome. Il reçoit la consécration épiscopale à Saint-Brieuc, des mains du cardinal Louis-Jacques-Maurice de Bonald, archevêque de Lyon, le 15 novembre suivant,. 
Le début de son épiscopat est marqué dès l'année suivante, en 1864, par le jubilé du Puy-en-Velay, ancienne cité mariale sous le nom d'Anis. Le jubilé est confirmé par Pie IX le 16 février. Le Breton, le nouvel évêque, annonce le « grand pardon ». Après une mission générale prêchée par les Jésuites, le jubilé culmine le jeudi saint 25 mars. Pendant la grande messe du dimanche de Pâques 28 mars, Le Breton donne lui-même la communion, pendant une heure. Le 4 avril, jour de clôture du jubilé, il exprime sa reconnaissance devant les 40 000 participants à la cérémonie de clôture. Le 18 juillet 1869, il couronne solennellement une « Vierge à l'Enfant » dite miraculeuse, la statue de Notre-Dame de Pradelles.
Il part quelques mois après à Rome où il arrive en décembre, pour le Premier concile œcuménique du Vatican (« Vatican I »), sur l'infaillibilité pontificale. Le théologien et canoniste consulteur attaché à sa personne est Michel Ménard, vicaire général du Puy. Les évêques français ne sont pas convaincus de l'opportunité de ce nouveau dogme, mais n'y sont pas opposés. La constitution Pastor æternus sur la primauté pontificale est votée le 18 juillet 1870 avec 543 voix contre deux,. 
Peu après éclate la guerre franco-allemande de 1870, qui éprouve son diocèse. Après la guerre, il réunit un premier synode en 1872. L'année suivante, il accueille au Puy la tenue du concile provincial de l'archevêché de Bourges. Il réunit d'autres synodes en 1876 et 1881. Il fait paraître à partir de 1880 la Semaine religieuse, revue diocésaine d'information et de communication.
Le Breton est jugé autoritaire, menant fermement son clergé, et parfois rudement. Il est plus populaire parmi les fidèles, par sa bonté, son affection, sa proximité.

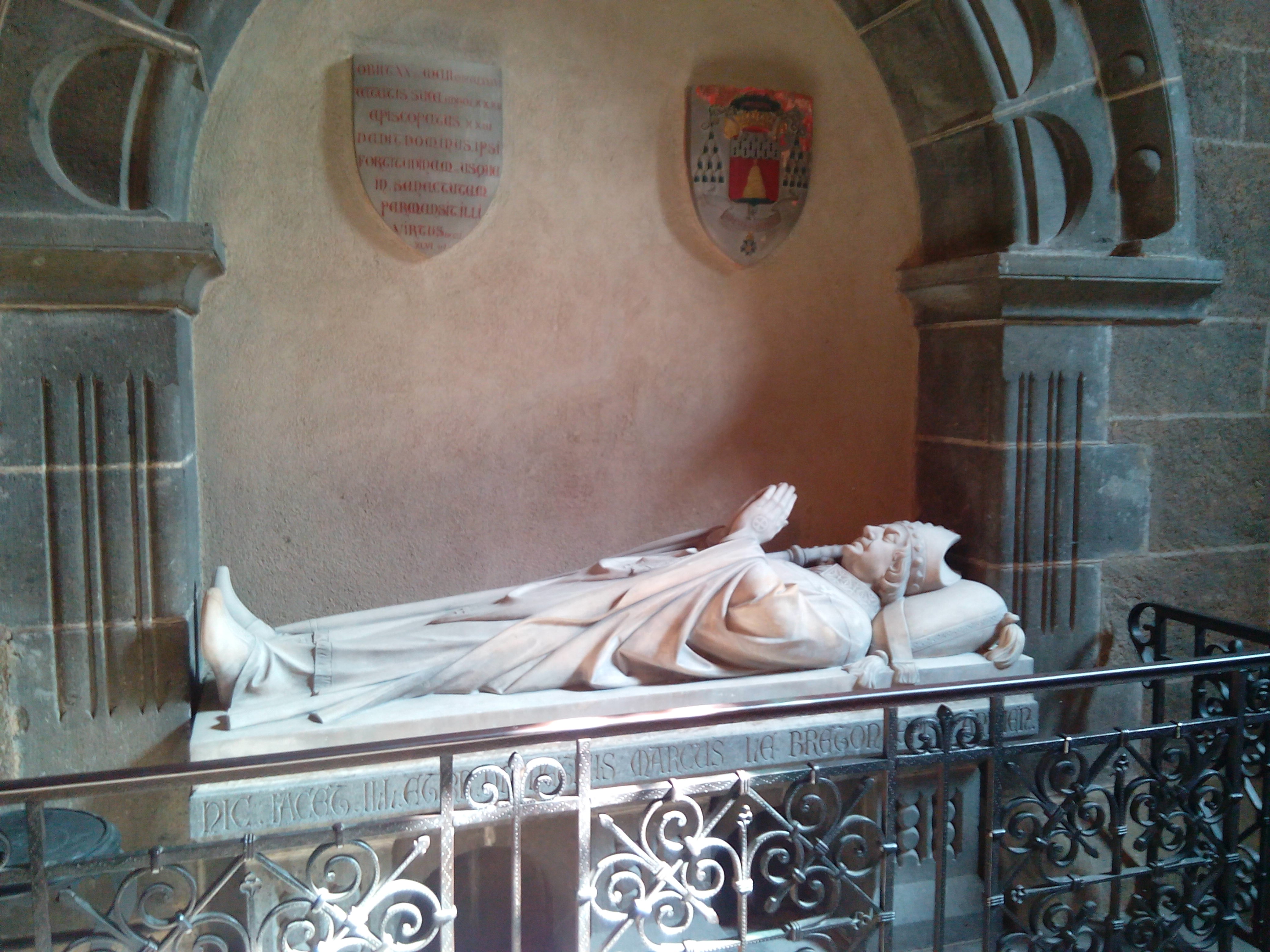
Gisant de Pierre-Marc Le Breton.

Atteint par la maladie depuis plusieurs années, il appelle de ses vœux la nomination d'un évêque coadjuteur pour le décharger d'une partie du fardeau que représente l'administration épiscopale. Mais il meurt le 20 mai 1886 sans que son souhait ait été exaucé.
Ses obsèques ont lieu le 26 mai 1886, dans la cité du Puy. Les évêques de Clermont-Ferrand, de Viviers et un évêque auxiliaire de Lyon entourés de plus de 200 prêtres assistent à cette imposante cérémonie à laquelle se joignent les diverses autorités municipales, civiles et militaires.
Il est inhumé dans la cathédrale du Puy, où son tombeau est encore visible.